# ꥫ
ꥫ(리을가벼운비읍)은 옛한글 자모 중 하나다. ㄹ과 ᄫ을 옆으로 병서한 것으로, 종성용인 ꥫ도 있지만 모양이 다르다. 초성은 ꥫ이고 종성은 ᇕ이다.

## 발음
ㄹ과 ᄫ을 같이 발음하거나 ㄹ과 ᄫ을 연이어 발음하는 발음이었을 것이다. 단지 ퟴ과 같이 글자를 재구성할 때 ㄹᄫ이라는 용례가 생길 수 있다.

## 같이 보기
- ퟴ

## 코드 값
| 초성   | 종성   |
| ------ | ------ |
| U+A96B | U+11D5 |
| ꥫ     | ᇕ       |